# Flecainide
Flecainide là một loại thuốc dùng để phòng ngừa và điều trị nhịp tim nhanh bất thường. Điều này bao gồm nhịp nhanh thất và nhịp tim nhanh trên thất. Việc sử dụng nó chỉ được khuyến nghị ở những người mắc chứng rối loạn nhịp tim nguy hiểm hoặc khi các triệu chứng quan trọng không thể kiểm soát được bằng các phương pháp điều trị khác. Việc sử dụng nó không làm giảm nguy cơ tử vong của một người. Nó được uống qua miệng hoặc tiêm vào tĩnh mạch.
Các tác dụng phụ thường gặp bao gồm chóng mặt, khó nhìn, khó thở, đau ngực và mệt mỏi. Các tác dụng phụ nghiêm trọng có thể bao gồm ngừng tim, rối loạn nhịp tim và suy tim. Nó có thể được sử dụng trong thai kỳ, nhưng chưa được nghiên cứu kỹ trong dân số này. Không nên sử dụng ở những người mắc bệnh tim cấu trúc hoặc bệnh tim thiếu máu cục bộ. Flecainide là thuốc chống loạn nhịp nhóm Ic. Nó hoạt động bằng cách giảm sự xâm nhập của natri vào tế bào tim, gây ra sự kéo dài điện thế hoạt động của tim.
Flecainide đã được phê duyệt cho sử dụng y tế tại Hoa Kỳ vào năm 1985. Nó có sẵn như là một loại thuốc gốc. Một tháng cung cấp thuốc này tại Vương quốc Anh tiêu tốn của NHS khoảng 7.68 bảng Anh vào năm 2019. Tại Hoa Kỳ, chi phí bán buôn của số thuốc này là khoảng 18,60 USD. Năm 2016, đây là loại thuốc được kê đơn nhiều thứ 273 tại Hoa Kỳ với hơn một triệu đơn thuốc.

## Sử dụng trong y tế
Flecainide được sử dụng trong điều trị nhiều loại nhịp tim nhanh trên thất, bao gồm nhịp tim nhanh tái phát AV (AVNRT) và hội chứng Wolff-Parkinson-White (WPW).